# District V van Boedapest
District V of Belváros-Lipótváros is het centraal gelegen binnenstadsdistrict van Boedapest. Het bestaat uit twee delen, de oude binnenstad van Pest en het ten noorden daarvan gelegen Lípótváros (Leopoldstad) met het parlementsgebouw en de ministeries.

## Bezienswaardigheden
- Parlementsgebouw
- Sint Stefanus Basiliek
- Theater Vigado

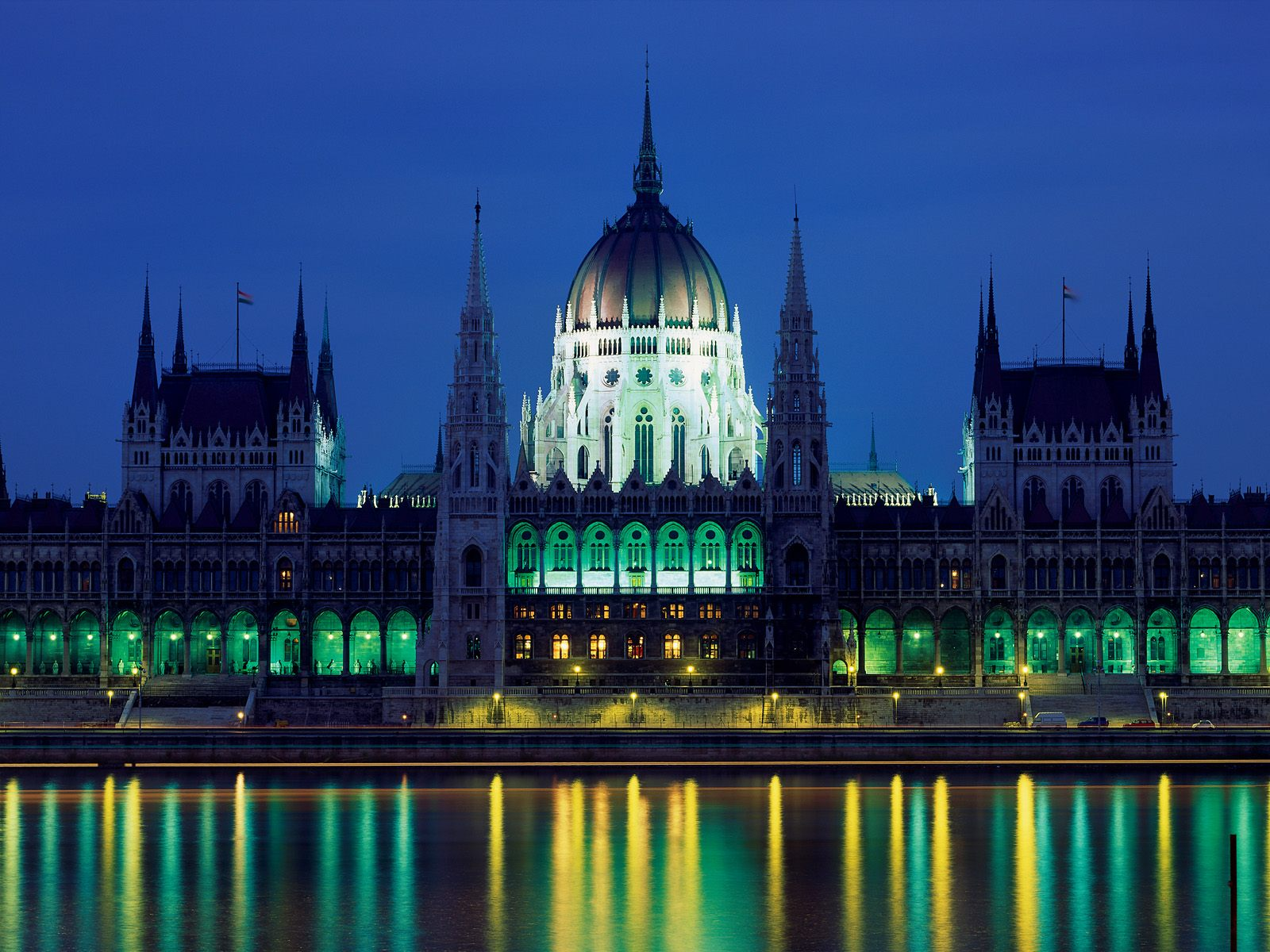
Het Parlementsgebouw Országház
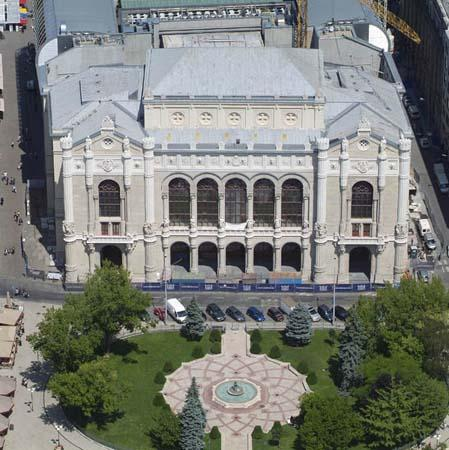
Theater Vigado
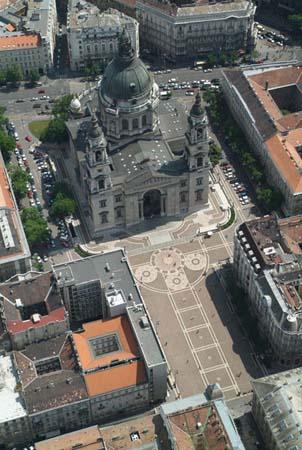
Sint Stefanus Basiliek

I · II · III · IV · V · VI · VII · VIII · IX · X · XI · XII · XIII · XIV · XV · XVI · XVII · XVIII · XIX · XX · XXI · XXII · XXIII